# Rzeczyca Mokra
Rzeczyca Mokra – wieś w Polsce położona w województwie świętokrzyskim, w powiecie sandomierskim, w gminie Dwikozy.
Pierwszy raz wzmiankowana w I poł. XIII w. w związku z przynależnością do parafii Nawrócenia św. Pawła Apostoła w Sandomierzu. W połowie XV w. w Rzeczycy Mokrej był folwark 5-łanowy, własności Andrzeja Osszki herbu Rwicz i Tomasza Pieczuchy herbu Sulima. W 1508 r. Rzeczyca Mokra w części należała do Zofii Tudorowskiej, a w części do Jana Słupeckiego herbu Konar. W 1578r. była własnością rodu Słupeckich. Przez kolejne wieki dobra ziemskie w Rzeczycy Mokrej zmieniały właścicieli i należały m.in. do rodów: Popławskich, Chwalibogów, Zaleńskich, Kuczewskich, Dunin-Karwickich, Hadziewiczów, Karskich, Marczewskich, Pilitowskich i Zalewskich. W 1861 r. Onufry Zalewski, dziedzic folwarku Chwałki, zakupił od Jana Pilitowskiego dobra ziemskie w Rzeczycy Mokrej (w 1885 r. stanowiły one 405 mórg). Później podzielił je między synów: Maksymiliana i Jana. Jan otrzymał 120 mórg ziemi w północno-zachodniej części tychże dóbr. Utworzył tam folwark, który od swego nazwiska nazwał Zalesiem. Maksymilian gospodarzył w pozostałej części majątku. W wyniku rodzinnych podziałów majątku i sprzedaży ulegał on zmniejszeniu. Jego część była w posiadaniu rodziny Zalewskich  i w okresie okupacji niemieckiej została przekazana na rzecz Seminarium Duchownego w Sandomierzu.   
Rzeczyca Mokra w 1827 r. liczyła 14 domów i 92 mieszkańców, a w 1889 r. 15 domów i 127 mieszkańców oraz 91 mórg ziemi chłopskiej. W 1921 r. we wsi było 26 domów, 146 mieszkańców (dodatkowo w folwarkach było 3 domy i 53 mieszkańców).
W skład sołectwa Rzeczyca Mokra wchodzi także wieś Doraz. 
Od 1987 r. Rzeczyca Mokra znajduje się we wspólnocie parafialnej św. Andrzeja Boboli i św. Antoniego Pustelnika w  Dwikozach.